# L. van Leer en Co
Firma L. van Leer en Co. is gestart als een kleine drukkerszaak door Louis van Leer in 1869 in de Houtstraat te Haarlem. Ze hadden aanvankelijk twee handpersen. Drie personen vormden tezamen het personeel; Louis van Leer als leidende kracht en twee drukkers, voor elk één pers. De werkzaamheden bepaalde zich uitsluitend tot het vervaardigen van visitekaarten en etiketten. De heer van Leer nam het tekenen en graveren op steen voor zijn deel. Hij had het vak geleerd in Duitsland in verschillende ateliers en een drukkerij te Altona (Hamburg), waar hij als technisch leider het bedrijf bestuurde. Toen hij, na enige jaren deze functie te hebben bekleed, gevraagd werd om lid te worden van de firma heeft hij vriendelijk bedankt en is zijn eigen firma gestart in Haarlem.
In verband met de groei van het bedrijf werd er na twee jaar na de oprichting in 1871 een tweede beheerder aangewezen, zijn broer Maurits. Naast technisch leider, was er nu ook een commercieel leider.

## Groei en buitenland
Na 7 jaren groei, verhuisden ze naar het Spaarne, Haarlem. Een groot gebouw waar snelpersen draaiden en ruimte was voor de zich steeds uitbreidende productie. In 1880 werd er ook samenwerking gezocht met Engeland. De Engelse afnemers sloegen toe. Engelse prentenboeken en kaarten waren groot succes. Zo verbonden er zich steeds meer Engelse kunstenaars aan L. van Leer en Co. In 1887 opende er een eigen kantoor te London, 62 Ludgate Hill, waar de opdrachten werden ontvangen in Nederland werden uitgewerkt.
Vanwege de blijvende groei had men besloten om te verhuizen van Haarlem naar Amsterdam in 1889. De fabrieksgebouwen, ontwikkeld speciaal voor de drukkerij met de modernste eisen van toen, kwam op Rustenburgerstraat 19 in Amsterdam. Destijds, nog beschouwd als ‘buiten’ Amsterdam.
In 1894 trad Alexander van Leer, de oudste zoon van Louis in de firma. Hij had 7 jaar in Duitsland,  Oostenrijk en Engeland gewerkt en speciaal de fotografische procédés bestudeerd. Hij werd technische chef van de deze afdeling binnen de firma.
In 1897 opende ze ook een kantoor in Parijs, Frankrijk en in België. De bestellingen vanuit Frankrijk kregen een hoge afname en prioriteit en besloot men in 1911 koerierdiensten in te zetten van de firma te Amsterdam naar het kantoor in Parijs. De ene avond vertrok de koerier vanuit Parijs en leverden de volgende morgen de te reproduceerden tekeningen of foto’s aan de fabriek te Amsterdam. Onmiddellijk werden deze onder handen genomen, de nodige clichés van gemaakt en tegen de avond, nog geen 20 uur na zijn vertrek uit Parijs, was alles klaar en om half 7 reisde de koerier weer naar Parijs terug, meenemende de clichés, die voor de snelle publicaties van tijdschriften en catalogi in dit minimum van tijd gereed gemaakt en onmiddellijk ter bestemder plaatse werd gebracht. Tijdens de Eerste Wereldoorlog werd deze koerierdienst tijdelijk gestaakt.
Met de uitbreidingen kwam er meer behoefte aan hulp in de bedrijfsvoering. Zodoende kwamen ook Henri van Leer in 1905 en Willem Alexander van Leer (vader van Nina van Leer) in 1906 in de firma. Beiden hadden hun opleiding in de zaak zelf genoten, enige jaren lang hadden zij als gewoon werkman te Berlijn, Praag en Milaan in ondernemingen gewerkt. Maurits van Leer was in 1903 al overleven en na de dood van Louis van Leer in 1913, zijn de broers Alexander en Henri, samen met hun neef Willem Alexander van Leer directeur van de firma geworden.

## Koninklijk bezoek
In 1897 bezochten de vorstinnen (regentes Emma en Koningin Wilhelmina) de fabriek.